# 吕济站
吕济站是一个法国铁路车站，位于法國涅夫勒省的吕济境内。

## 地理位置
吕济站位于吕济市区以南，讷韦尔－沙尼铁路的52.376公里处。车站呈东西走向，开口朝北。

## 停靠线路
以下列车线路在吕济站停靠：
| File:Sncf-logo.svg 吕济站列车线路表 |      |            |        |              |
| 线路                                | 车种 | 上一站     | 下一站 | 大致运行频率 |
| 讷韦尔—欧坦/第戎                    | TER  | 塞西拉图尔 | 埃唐   | 每天8趟左右  |
| 1.                                  |      |            |        |              |

## 配套交通

### 长途客运线路
| 停靠吕济汽车站的大巴车 |                                                                    |                                                      |
| 上下车地点             | 运营单位                                                           | 主要目的地                                           |
| 吕济站 门口            | 勃艮第-弗朗什-孔泰 大区城际客运 MobiGo                             | LR506 弗莱提 · 富尔 · 塞西拉图尔 · 韦尔讷伊 · 德西兹 |
| 吕济站 门口            | （当铁路线施工或罢工时，SNCF可能会提供途径该线路沿途站点的大巴车） |                                                      |
| 1. 2. 3.               |                                                                    |                                                      |

### 城市公共交通
吕济站附近暂无城市公共交通线路。

## 临近车站
| 吕济站（Gare de Luzy）             |                  |                 |
| 上行车站                           | 线路             | 下行车站        |
| 塞西拉图尔站 30km ←                | 讷韦尔－沙尼铁路 | 埃唐站 → 22.3km |
| - 注：本表仅显示运营中的线路及车站 |                  |                 |